# Roschon Johnson
Roschon Johnson (Port Arthur, Texas; 31 de enero de 2001) es un jugador profesional estadounidense de fútbol americano, se desempeña en la posición de running back en Chicago Bears, en la National Football League (NFL).

## Carrera
Hizo su debut profesional con el equipo Chicago Bears, lleva jugando una temporada, comenzó en el 2023.